# لانكوسي
لانكوسي (بالإيطالية: Lancusi)‏ هي قرية صغيرة (فراتسيوني) في جنوب إيطاليا، تابعة لبلدية فيسيانو، في مقاطعة سلرنو، بمنطقة كمبانية. يبلغ عدد سكانها 4000 (2011)، وهي أكثر المستوطنات اكتظاظًا بالسكان في بلديتها.